# Máximo Alomar Josa
Máximo Alomar Josa (Palma de Mallorca, 1917-Palma de Mallorca, 21 de junio de 2008) fue un militar y político español. Fue alcalde de Palma de Mallorca entre 1963 y 1968. Ocupó otros cargos de poder locales como teniente de alcalde o presidente de la comisión de Gobierno y Policía (1955-1957), en su carrera militar obtuvo el rango de general y ejerció el cargo de gobernador militar del Ferrol.

## Mandato (1963-1968)
Durante su mandato en la etapa franquista impulsó proyectos que cambiaron la ciudad, entre los que destacan el impulso para la construcción del polígono industrial de Son Castelló en 1967 y la construcción del primer aparcamiento subterráneo de la ciudad.
Promovió diversos centros escolares como el de Jehuda Cresques y Virgen de Lluc. Estos proyectos se llevaron a cabo gracias a la aprobación en su primer año de máximo responsable del ayuntamiento de Palma del Plan General de Ordenación Urbana de Palma (PGOU). Las otras medidas que adoptó y permitieron cambiar la fisonomía de Palma fueron la reforma de s´Hort del Rei y la mejora del Borne, Antonio Maura, la Rambla y el paseo Sagrera. También mejoró el abastecimiento de agua desde Son Rapiña a Son Roca.
En 1968 fue destinado a la Jefatura de la Zona de Reclutamiento de la ciudad, lo que le obligó a presentar la dimisión como alcalde.

## Últimos años
Con el grado de Coronel ostentó el mando del Regimiento de Infantería Palma n.º 47 en los años 70. Tras ocupar los cargos de gobernador militar de Ferrol y Cartagena en los años 80 pasó a la reserva activa y desde entonces se dedicó a tareas de investigación sobre temas históricos y castrenses. Falleció en 2008 a la edad de 91 años.